# Aptostichus angelinajolieae
Aptostichus angelinajolieae es una especie de araña migalomorfa del género Aptostichus, familia Euctenizidae. Fue descrita científicamente por Bond en 2008.
Es un artrópodo nocturno que captura a sus presas después de saltar fuera de sus madrigueras y le inyectan veneno. Lleva el nombre en honor a la actriz estadounidense Angelina Jolie en reconocimiento a su trabajo como Alto Comisionado de las Naciones Unidas para los Refugiados. Fue una de las siete especies de Aptostichus descritas hasta 2012, cuando se le unió Aptostichus bonoi y otras 32 especies.

## Identificación y distribución
Es difícil identificar a un individuo como un espécimen de A. angelinajolieae debido a la similitud morfológica de la especie con A. atomarius y A. stanfordianus. Un conjunto de sustituciones de nucleótidos de ADN mitocondrial únicas distingue a las especies y permite un diagnóstico. A. angelinajolieae habita el norte del condado de Monterey, California, restringida a la Cordillera de Santa Lucía al oeste del Valle de Salinas, que probablemente sirve como barrera de dispersión. Su ecorregión consiste en bosque de chaparral y matorral. No se encuentra en las dunas costeras, que son el hábitat de A. stephencolberti. Los especímenes femeninos se ven normalmente en los cortes de caminos y en los taludes empinados húmedos y sombreados. La especie crea madrigueras poco profundas con una trampilla delgada de suelo de seda.

## Estado de conservación
Además de estar muy extendida y ser abundante en su área de distribución, esta especie prospera en áreas residenciales moderadamente desarrolladas. Por lo tanto, en cuanto a su estado de conservación, no se considera una especie amenazada.